# Scherma ai XVII Giochi panamericani
La scherma ai XVII Giochi panamericani si è svolta al Toronto Pan Am Sports Centre di Toronto, in Canada, dal 20 al 25 luglio 2015. 

## Calendario
Tutti gli orari secondo il Central Standard Time (UTC-5).
| Data          | Inizio | Evento                            | Fase                      |
| ------------- | ------ | --------------------------------- | ------------------------- |
| Lun 20 luglio | 9:05   | Sciabola individuale donne/uomini | Preliminari/ottavi/quarti |
| Lun 20 luglio | 18:10  | Sciabola individuale donne/uomini | Semifinali/Finali         |
| Mar 21 luglio | 9:05   | Spada individuale donne/uomini    | Preliminari/ottavi/quarti |
| Mar 21 luglio | 18:10  | Spada individuale donne/uomini    | Semifinali/Finali         |
| Mer 22 luglio | 9:05   | Fioretto individuale donne/uomini | Preliminari/ottavi/quarti |
| Mer 22 luglio | 18:10  | Fioretto individuale donne/uomini | Semifinali/Finali         |
| Gio 23 luglio | 9:05   | Sciabola a squadre donne/uomini   | Preliminari/ottavi/quarti |
| Gio 23 luglio | 14:35  | Sciabola a squadre donne/uomini   | Semifinali/Finali         |
| Ven 24 luglio | 9:05   | Spada a squadre donne/uomini      | Preliminari/ottavi/quarti |
| Ven 24 luglio | 14:40  | Spada a squadre donne/uomini      | Semifinali/Finali         |
| Sab 25 luglio | 9:05   | Fioretto a squadre donne/uomini   | Preliminari/ottavi/quarti |
| Sab 25 luglio | 14:45  | Fioretto a squadre donne/uomini   | Semifinali/Finali         |

## Risultati

### Uomini
| Evento                          | Oro                                                                  | Argento                                                    | Bronzo                                                          |
| Fioretto                        |                                                                      |                                                            |                                                                 |
| Fioretto individuale (dettagli) | Alexander Massialas                                                  | Gerek Meinhardt                                            | Daniel Gómez Tanamachi Ghislain Perrier                         |
| Fioretto a squadre (dettagli)   | Stati Uniti Miles Chamley-Watson Alexander Massialas Gerek Meinhardt | Brasile Ghislain Perrier Fernando Scavasin Guilherme Toldo | Messico Raúl Arizaga Jesús Beltrán Daniel Gómez                 |
| Sciabola                        |                                                                      |                                                            |                                                                 |
| Sciabola individuale (dettagli) | Eli Dershwitz                                                        | Joseph Polossifakis                                        | Ricardo Bustamante Renzo Agresta                                |
| Sciabola a squadre (dettagli)   | Stati Uniti Eli Dershwitz Daryl Homer Jeff Spear                     | Canada Shaul Gordon Mark Peros Joseph Polossifakis         | Argentina Ricardo Bustamante Pascual di Tella Stefano Lucchetti |
| Spada                           |                                                                      |                                                            |                                                                 |
| Spada individuale (dettagli)    | Rubén Limardo                                                        | José Domínguez                                             | Hugues Boisvert-Simard Jason Pryor                              |
| Spada a squadre (dettagli)      | Venezuela Rubén Limardo Francisco Limardo Silvio Fernández           | Stati Uniti Yeisser Ramirez Jason Pryor Benjamin Bratton   | Cuba Yunior Reytor Reynier Henrique Ringo Quintero              |

### Donne
| Evento                          | Oro                                                             | Argento                                              | Bronzo                                                      |
| Fioretto                        |                                                                 |                                                      |                                                             |
| Fioretto individuale (dettagli) | Lee Kiefer                                                      | Saskia Loretta van Erven                             | Alanna Goldie Nicole Ross                                   |
| Fioretto a squadre (dettagli)   | Canada Alanna Goldie Eleanor Harvey Kelleigh Ryan               | Stati Uniti Lee Kiefer Nzingha Prescod Nicole Ross   | Messico Denisse Hernández Nataly Michel Melissa Rebolledo   |
| Sciabola                        |                                                                 |                                                      |                                                             |
| Sciabola individuale (dettagli) | Dagmara Wozniak                                                 | Alejandra Benítez                                    | Gabriella Page María Belén Pérez                            |
| Sciabola a squadre (dettagli)   | Stati Uniti Ibtihaj Muhammad Dagmara Wozniak Mariel Zagunis     | Messico Úrsula González María Pliego Julieta Toledo  | Venezuela Alejandra Benítez Milagros Pastran Shia Rodríguez |
| Spada                           |                                                                 |                                                      |                                                             |
| Spada individuale (dettagli)    | Katharine Holmes                                                | Violeta Ramírez                                      | Nathalie Moellhausen María Martínez                         |
| Spada a squadre (dettagli)      | Stati Uniti Katharine Holmes Katarzyna Trzopek Anna Van Brummen | Venezuela Eliana Lugo Dayana Martínez María Martínez | Brasile Rayssa Costa Nathalie Moellhausen Amanda Simeão     |

## Medagliere
| Posizione | Nazione         | Oro | Argento | Bronzo | Totale |
| --------- | --------------- | --- | ------- | ------ | ------ |
| 1         | Stati Uniti     | 9   | 3       | 2      | 14     |
| 2         | Venezuela       | 2   | 2       | 2      | 6      |
| 3         | Canada          | 1   | 2       | 3      | 6      |
| 4         | Brasile         | 0   | 1       | 4      | 5      |
| 5         | Argentina       | 0   | 1       | 3      | 4      |
| 5         | Messico         | 0   | 1       | 3      | 4      |
| 7         | Colombia        | 0   | 1       | 0      | 1      |
| 7         | Rep. Dominicana | 0   | 1       | 0      | 1      |
| 9         | Cuba            | 0   | 0       | 1      | 1      |
| Totale    | Totale          | 12  | 12      | 18     | 42     |